# 名古屋女子大学短期大学部
名古屋女子大学短期大学部（日语：／ Nagoya Joshi Daigaku  Tanki Daigakubu *）是一所位于日本爱知县名古屋市瑞穗区的私立短期大学。2025年起停招新生。

## 概要

### 简介
- 学校最早可以追溯到1915年[1]。短期大学为于1950年开办[1]、由学校法人越原学园经营

### 历史
- 1950年 名古屋女学院短期大学成立并同时设置一个学科即家政科[1]。
- 1958年 专科家政专攻成立[1]。
- 1962年 两个学科即服饰科和营养科成立[1]。
- 1964年 改校名为名古屋女子大学短期大学部[1]。
- 1969年 服饰科分离为两个专攻即服饰专攻和设计专攻成立[2]。
- 1981年 服饰科招生最后、次年停止招生[2]。
- 1982年 英语科成立[1]。
- 1983年 今年3月31日服饰科停办[2]。
- 1990年 家政科变更为生活学科、分离为三个专攻（服装学专攻、伙食专攻[注 3]、生活文化专攻）[1]。
- 1993年 专科家政专攻变更为生活学专攻[2][1]。
- 1995年 生活学科服装学专攻变更为服饰专攻。生活信息专攻成立于生活学科[1]。
- 1996年 生活学科伙食专攻[注 3]停办[2]。
- 1999年 生活学科生活文化专攻招生最后、次年停止招生[2]。
- 2000年 生活设计专攻成立于生活学科。伙食专攻[注 3]再次成立于生活学科[1]。服饰专攻变更为服饰设计专攻[1]。
- 2001年 生活学科生活文化专攻停办[2]。
- 2004年 两个学科即英语科和生活学科（服饰设计专攻、生活设计专攻）招生最后、次年停止招生[2]。次年生活学科（服饰设计专攻、生活设计专攻）合并为生活创造设计专攻[1]。
- 2005年 保育学科成立[1]。
- 2006年 今年3月31日两个学科即英语科和生活学科（服饰设计专攻、生活设计专攻）停办[2]。
- 2010年 营养科招生最后、次年停止招生[2]。

### 宪章
- 请参看名古屋女子大学短期大学部的标志 （页面存档备份，存于） （日語） 2014年1月19日阅览。

## 学校环境
- 校区：在爱知县名古屋市瑞穗区

## 历任校长
- 越原春子：第一代短期大学校长[3]。
- 越原一郎：现在短期大学校长[4]

## 组织

### 学科
- 生活学科
- 保育学科

### 前学科
- 生活学科
  - 服饰设计专攻[注 1][注 2]
  - 伙食专攻[注 3][注 4]
  - 生活文化专攻[注 5]
  - 生活信息专攻[注 4]
  - 生活设计专攻[注 1][注 2]
- 服饰科[注 6]
  - 服饰专攻[注 6]
  - 设计专攻[注 6]
- 营养科[注 7]
- 英语科[注 1]

### 专科
| - 生活学专攻 |

### 业余课程
| - 没有 |

## 相关链接
- 日本短期大学列表
- 名古屋女子大学